# Austin Butler
Austin Robert Butler (født 17. august 1991) er en amerikansk skuespiller, sanger og model. Han er kendt for sine roller som Elvis Presley i filmen Elvis, James Garrett i Zoey 101, James "Wilke" Wilkerson i Switched at Birth, Jordan Gallagher i Ruby & The Rockits, Jones Mager i Life Unexpected, og Sebastian Kydd i The Carrie Diaries.

## Tidlige liv
Austin Butler blev født den 17. august 1991 i Anaheim, Californien, som søn af Lori Anne (født Howell), en æstetiker, og David Butler. Han har en ældre søster Ashley (født i 1986), der arbejdede som baggrund-skuespiller sammen ham på Ned's Declassified School Survival Guide.
Da Butler var tretten, blev han kontaktet af en repræsentant fra et administrationsselskab på Orange County Fair, der hjalp ham til at komme i gang i underholdningsindustrien. Han fandt ud af, at han virkelig nød det, og snart begyndte at tage skuespilsklasser for at udvikle sit talent.

## Filmografi
- Once Upon a time in Hollywood (2019)
- Elvis (2022)
- The Bikeriders (2023)
- Dune (2024)
- Masters of The Air (2024)